# Lliga espanyola de voleibol femenina
|  | Aquest article és sobre la competició femenina. Per a la competició masculina, vegeu Lliga espanyola de voleibol masculina |

La Superlliga Femenina de Voleibol (SFV) o División de Honor, també anomenada Lliga Iberdrola de voleibol per motius de patrocini, és una competició esportiva de clubs femenins espanyols de voleibol. De caràcter anual, fou creada la temporada 1969-70 i és organitzada per Reial Federació Espanyola de Voleibol (RFEVB). El sistema de competició està format per dues fases: una fase regular en format de lligueta que determina la classificació de cada equip, i després d'una fase final en format de play-off dels quatre millor classificats que determina el campió de la lliga.
El dominador de la competició és el Club Voleibol Tenerife amb deu títols, nou de forma consecutiva entre 1997 i 2006, seguit del Club Voleibol Logroño amb sis. El Club Voleibol Cornellà (1979-80, 1981-82), el Reial Club Deportiu Espanyol (1984-85, 1987-88, 1990-91), el Club Medina de Barcelona (1969-70, 1973-74, 1974-75), el Club Voleibol Xàtiva (1985-86, 1986-87, 1989-90) i el Club Voleibol Ciutadella (2010-11, 2011-12) són els únics equips de l'àmbit catalanoparlant que han guanyat la competició

## Historial
| En negreta = Equip guanyador (1) = Nombre de títols Nota: Noms dels equips segons l'època |

| Edició  | Temporada | Campió                                                     | Resultat                                                   | Subcampió                                                  | refs        |
| ------- | --------- | ---------------------------------------------------------- | ---------------------------------------------------------- | ---------------------------------------------------------- | ----------- |
| I       | 1969-70   | Club Medina de Barcelona (1)                               | lligueta                                                   | Club Medina de Madrid                                      | [ 1 ]       |
| II      | 1970-71   | Club Medina de Madrid (1)                                  | lligueta                                                   | Club Medina de Barcelona                                   | [ 2 ]       |
| III     | 1971-72   | Club Medina de Gijón (1)                                   | lligueta                                                   | Club Medina de Madrid                                      |             |
| IV      | 1972-73   | Club Medina de Madrid (2)                                  | lligueta                                                   | Club Medina de Barcelona                                   | [ 3 ]       |
| V       | 1973-74   | Club Medina de Barcelona (2)                               | lligueta                                                   | Club Medina de Madrid                                      | [ 4 ]       |
| VI      | 1974-75   | Club Medina de Barcelona (3)                               | lligueta                                                   | Club Medina de Vigo                                        | [ 5 ]       |
| VII     | 1975-76   | Club Medina de Gijón (2)                                   | lligueta                                                   | Club Medina de Barcelona                                   | [ 6 ]       |
| VIII    | 1976-77   | Club Medina de Madrid (3)                                  |                                                            | CD Sniace                                                  |             |
| IX      | 1977-78   | CV Longchamps (3)                                          | lliga                                                      | CPAR Cornellà                                              | [ 7 ] [ 8 ] |
| X       | 1978-79   | CD Sniace (1)                                              | lliga                                                      | CV Sant Cugat                                              | [ 9 ]       |
| XI      | 1979-80   | CPAR Cornellà (1)                                          | lliga                                                      | CD Sniace                                                  | [ 8 ]       |
| XII     | 1980-81   | Preuniversitario de Sevilla (1)                            | lliga                                                      | CPAR Cornellà                                              | [ 10 ]      |
| XIII    | 1981-82   | AE Cornellà (2)                                            | lliga                                                      | Preuniversitario de Sevilla                                | [ 11 ]      |
| XIV     | 1982-83   | Norte Real Arquitectura (1)                                | lliga                                                      | RCD Espanyol-Cornellà                                      | [ 12 ]      |
| XV      | 1983-84   | CD Arquitectura (2)                                        | lliga                                                      | Hispano Intern. Seguros                                    | [ 13 ]      |
| XVI     | 1984-85   | RCD Espanyol-Verte (1)                                     | lliga                                                      | CD Arquitectura                                            | [ 14 ]      |
| XVII    | 1985-86   | CV Tormo Barberà (1)                                       | 2-0                                                        | RCD Espanyol                                               | [ 15 ]      |
| XVIII   | 1986-87   | CV Tormo Barberà (2)                                       | 2-1                                                        | RCD Espanyol-Completa                                      | [ 16 ]      |
| XIX     | 1987-88   | RCD Espanyol-Completa (2)                                  | 3-2                                                        | CV Tormo Barberà                                           | [ 17 ]      |
| XX      | 1988-89   | Aperitivos Medina (1)                                      | 3-1                                                        | CV Tormo Barberà                                           | [ 18 ]      |
| XXI     | 1989-90   | CV Tormo Barberà (3)                                       |                                                            | Aperitivos Medina                                          | [ 19 ]      |
| XXII    | 1990-91   | RCD Espanyol (3)                                           | 3-2                                                        | CD Amanecer Alcorcón                                       | [ 20 ]      |
| XXIII   | 1991-92   | CV Afelsa Los Compadres (1)                                |                                                            | RCD Espanyol                                               |             |
| XIV     | 1992-93   | CV Murcia (1)                                              |                                                            | CD Amanecer Alcorcón                                       |             |
| XXV     | 1993-94   | CV Murcia (2)                                              |                                                            | Alcorcón Voleibol Club                                     |             |
| XXVI    | 1994-95   | CV Murcia (3)                                              |                                                            | Productos Ruiz                                             |             |
| XXVII   | 1995-96   | CV Albacete (1)                                            |                                                            | CV Tenerife                                                |             |
| XXVIII  | 1996-97   | CV Construcciones Marichal (2)                             |                                                            | Club Voleibol Albacete                                     |             |
| XXIX    | 1997-98   | CV Construcciones Marichal (3)                             |                                                            | CD Universidad de Granada                                  |             |
| XXX     | 1998-99   | CV Construcciones Marichal (4)                             |                                                            | CV Platges de Benidorm                                     |             |
| XXXI    | 1999-00   | CV Construcciones Marichal (5)                             |                                                            | UCAM Murcia 2001                                           |             |
| XXXII   | 2000-01   | Tenerife Marichal (6)                                      |                                                            | CD Universidad de Granada                                  |             |
| XXXIII  | 2001-02   | Tenerife Marichal (7)                                      |                                                            | Hotel Cantur Costa Mogán                                   |             |
| XXXIV   | 2002-03   | Hotel Cantur Costa Mogán (1)                               |                                                            | Tenerife Marichal                                          |             |
| XXXV    | 2003-04   | Tenerife Marichal (8)                                      |                                                            | Hotel Cantur Costa Mogán                                   |             |
| XXXVI   | 2004-05   | Tenerife Marichal (9)                                      |                                                            | Hotel Cantur                                               |             |
| XXXVII  | 2005-06   | Spar Tenerife Marichal (10)                                |                                                            | Hotel Cantur                                               |             |
| XXXVIII | 2006-07   | CAV Murcia 2005 (1)                                        |                                                            | Spar Tenerife Marichal                                     |             |
| XXXIX   | 2007-08   | CAV Murcia 2005 (2)                                        |                                                            | Ícaro Palma                                                |             |
| XL      | 2008-09   | CAV Murcia 2005 (3)                                        |                                                            | Palma Volley                                               |             |
| XLI     | 2009-10   | Jamper Aguere (1)                                          | 3-1                                                        | Valeriano Alles Menorca                                    |             |
| XLII    | 2010-11   | Valeriano Alles Menorca (1)                                | 3-2                                                        | CAV Murcia 2005                                            |             |
| XLIII   | 2011-12   | Valeriano Alles Menorca (2)                                | 3-0                                                        | Haro Rioja Voley                                           |             |
| XLIV    | 2012-13   | Haro Rioja Voley (1)                                       | 3-1                                                        | Nuchar Tramek Murillo                                      |             |
| XLV     | 2013-14   | Embalajes Blanco Tramek Murillo (1)                        | 3-0                                                        | GH Leadernet                                               |             |
| XLVI    | 2014-15   | Naturhouse Ciudad de Logroño (2)                           | 3-0                                                        | GH Leadernet                                               |             |
| XLVII   | 2015-16   | Naturhouse Ciudad de Logroño (3)                           | 3-0                                                        | Figaro Peluqueros Haris                                    |             |
| XLVIII  | 2016-17   | Naturhouse Ciudad de Logroño (4)                           | 3-0                                                        | Figaro Peluqueros Haris                                    |             |
| XLIX    | 2017-18   | Minis de Arluy VB Logroño (5)                              | 3-0                                                        | Fachadas Dimurol Libby's                                   |             |
| L       | 2018-19   | Minis de Arluy VB Logroño (6)                              | 3-0                                                        | CVB Barça                                                  | [ 21 ]      |
| LI      | 2019-20   | Edició cancel·lada pel risc públic de contagi del COVID-19 | Edició cancel·lada pel risc públic de contagi del COVID-19 | Edició cancel·lada pel risc públic de contagi del COVID-19 | [ 22 ]      |
| LII     | 2020-21   | CV CCO 7 Palmas (1)                                        | 3-0                                                        | Feel Volley Alcobendas                                     | [ 23 ]      |
| LIII    | 2021-22   | Tenerife Libby's La Laguna (1)                             | 3-1                                                        | CV Gran Canaria Urbaser                                    | [ 24 ]      |
| LIV     | 2022-23   | CV Hidramar Gran Canaria (2)                               | 3-1                                                        | Tenerife Libby's La Laguna                                 |             |

## Palmarès
| Equip                          | Campió | Subcampió | Anys campió                                                                              | Anys subcampió                     |
| ------------------------------ | ------ | --------- | ---------------------------------------------------------------------------------------- | ---------------------------------- |
| Club Voleibol Tenerife         | 10     | 3         | 1991-92, 1996-97, 1997-98, 1998-99, 1999-00, 2000-01, 2001-02, 2003-04, 2004-05, 2005-06 | 1995-96, 2002-03, 2006-07          |
| Club Voleibol Logroño          | 6      | 1         | 2013-14, 2014-15, 2015-16, 2016-17, 2017-18, 2018-19                                     | 2012-13                            |
| Reial Club Deportiu Espanyol   | 3      | 4         | 1984-85, 1987-88, 1990-91                                                                | 1982-83, 1985-86, 1986-87, 1991-92 |
| Club Medina de Barcelona       | 3      | 3         | 1969-70, 1973-74, 1974-75                                                                | 1970-71, 1972-73, 1975-76          |
| Club Medina de Madrid          | 3      | 3         | 1970-71, 1972-73, 1976-77                                                                | 1969-70, 1971-72, 1973-74          |
| Club Voleibol Xàtiva           | 3      | 2         | 1985-86, 1986-87, 1989-90                                                                | 1987-88, 1988-89                   |
| Club Medina de Gijón           | 3      | 0         | 1971-72, 1975-76, 1977-78                                                                | —                                  |
| Vóley Murcia                   | 3      | 1         | 1992-93, 1993-94, 1994-95                                                                | 1999-00                            |
| CAV Murcia 2005                | 3      | 1         | 2006-07, 2007-08, 2008-09                                                                | 2010-11                            |
| Associació Esportiva Cornellà  | 2      | 2         | 1979-80, 1981-82                                                                         | 1977-78, 1980-81                   |
| Club Voleibol Ciutadella       | 2      | 1         | 2010-11, 2011-12                                                                         | 2009-10                            |
| Club Deportivo Arquitectura    | 2      | 1         | 1982-83, 1983-84                                                                         | 1984-85                            |
| Club Voleibol JAV Olímpico     | 2      | 1         | 2020-21, 2022-23                                                                         | 2021-22                            |
| Alcorcón Voleibol Club         | 1      | 4         | 1988-89                                                                                  | 1989-90, 1990-91, 1992-93, 1993-94 |
| Club Voleibol Las Palmas       | 1      | 4         | 2002-03                                                                                  | 2001-02, 2003-04, 2004-05, 2005-06 |
| Club Voleibol Haris            | 1      | 4         | 2021-22                                                                                  | 2015-16, 2016-17, 2017-18, 2022-23 |
| Club Voleibol Torrelavega      | 1      | 2         | 1978-79                                                                                  | 1976-77, 1979-80                   |
| Club Voleibol Albacete         | 1      | 2         | 1995-96                                                                                  | 1994-95, 1996-97                   |
| Club Voleibol Haro             | 1      | 1         | 2012-13                                                                                  | 2011-12                            |
| Academia Universitaria Sevilla | 1      | 1         | 1980-81                                                                                  | 1981-82                            |
| Club Voleibol Aguere           | 1      | 0         | 2009-10                                                                                  | —                                  |
| CD Universidad de Granada      | 0      | 2         | —                                                                                        | 1997-98, 2000-01                   |
| Club 15-15                     | 0      | 2         | —                                                                                        | 2007-08, 2008-09                   |
| Club Deportivo Iruña           | 0      | 2         | —                                                                                        | 2013-14, 2014-15                   |
| Club Medina de Vigo            | 0      | 1         | —                                                                                        | 1974-75                            |
| Club Voleibol Sant Cugat       | 0      | 1         | —                                                                                        | 1978-79                            |
| Club Esportiu Hispano Francès  | 0      | 1         | —                                                                                        | 1983-84                            |
| Club Voleibol Benidorm         | 0      | 1         | —                                                                                        | 1998-99                            |
| Club Voleibol Barcelona Barça  | 0      | 1         | —                                                                                        | 2018-19                            |
| Club Voleibol Alcobendas       | 0      | 1         | —                                                                                        | 2020-21                            |